# Didier Pironi
Didier Joseph-Lovis Pironi (26. března 1952, Villecresnes, Val-de-Marne, Francie – 23. srpna 1987, ostrov Wight, Velká Británie) byl francouzský automobilový závodník, v letech 1978 až 1982 pilot formule 1. Ve stájích Tyrrell, Ligier a Ferrari absolvoval 72 závodů. Ve třech z nich zvítězil.

## Formule 1
1978 – Tyrrell – Po absolvování formule 2 se dostal do formule 1 ve stáji Tyrrell. Od začátku ho motivovala touha stát se prvním francouzským mistrem světa. První rok se nevyvedl tak, jak by si představoval. Z 16 závodů šestkrát nedojel do cíle. Hlavní příčinou byly jeho jezdecké chyby. A i když do cíle dojel, tak se pětkrát nevešel do první šestice. Za celou sezonu nasbíral 7 bodů, kdežto jeho týmový kolega Patrick Depailler 31. V konečné výsledkové listině byl až na 15. místě.
1979 – Tyrrell – I přes neuspokojivé výsledky prodloužil smlouvu s Tyrellem o další rok. Jeho novým týmovým kolegou se stal Jean-Pierre Jarier. Oba získali dvě třetí místa, dohromady čtyři bronzové medaile a každý 14 bodů. Jarier měl ale evidentně horší podmínky. Dvakrát nemohl startovat a třikrát ho zastavila technická porucha. Týmoví kolegové skončili na děleném 10. místě.
1980 – Ligier – Na rok 1980 přestoupil do stáje Ligier a snadno předčil týmového kolegu Jacquese Laffita. Svého prvního vítězství dosáhl v Belgii. Ve Velké Británii předvedl ukázkovou jízdu, ale nakonec ho zklamala technika. Skončil pátý s 32 body a významně přispěl k druhému místu své stáje.
1981 – Ferrari – V roce 1981 doplnil ve Ferrari Gillese Villeneuva, ale neudržel s ním krok. V tomto roce si Gilles Villeneuve připsal dvě vítězství, kdežto on pouze jedno čtvrté místo. Skončil na 13. místě s 9 body. Gilles byl 7. s 25 body.
1982 – Ferrari – V rozporu s týmovými pokyny vyhrál v Imole, když Villeneuve zpomalil, aby si vychutnal šachovnicový praporek. V příští velké ceně se Kanaďan zabil a Didier mířil za titulem. Mistrovským způsobem vyhrál VC Nizozemska. Před VC Německa byl na 1. místě průběžné klasifikace. Ovšem v tréninku si polámal obě nohy a musel podstoupit řadu operací a ačkoliv si sliboval, že se jednou vrátí, nikdy se úplně neuzdravil. Přesedlal na motorové čluny a na jednom takovém se v roce 1987 zabil. Ve svém posledním roce v F1 skončil druhý s 39 body.